# 坊寺村
坊寺村（ぼうじむら）は、広島県芦品郡にあった村。現在の福山市の一部にあたる。

## 地理
芦田川に服部川が合流する地域に位置していた。

## 歴史
- 1889年（明治22年）4月1日、町村制の施行により、品治郡坊寺村が単独で村制施行し、坊寺村が発足[1][2]。倉光村、中島村、江良村、坊寺村、万能倉村の町村組合を結成し役場を倉光村に設置[1]。
- 1898年（明治31年）10月1日、郡の統合により芦品郡に所属[1][2]。
- 1913年（大正2年）7月1日、芦品郡倉光村、中島村、江良村、万能倉村と合併し、駅家村を新設して廃止された[1][2]。

### 地名の由来
次の諸説あり。
1. 『和名類聚抄』に記載の品治（ほんち）郷の中心地を本村に比定し、ホムチがボウヂに転訛した。
2. 牓示は制札を意味し、それが当村にあったことに由来する。
3. 中世に石成荘の荘域に含まれ、石成荘の牓示の一つ。

## 産業
- 農業[1]